# Eduard Wilhelm Sievers

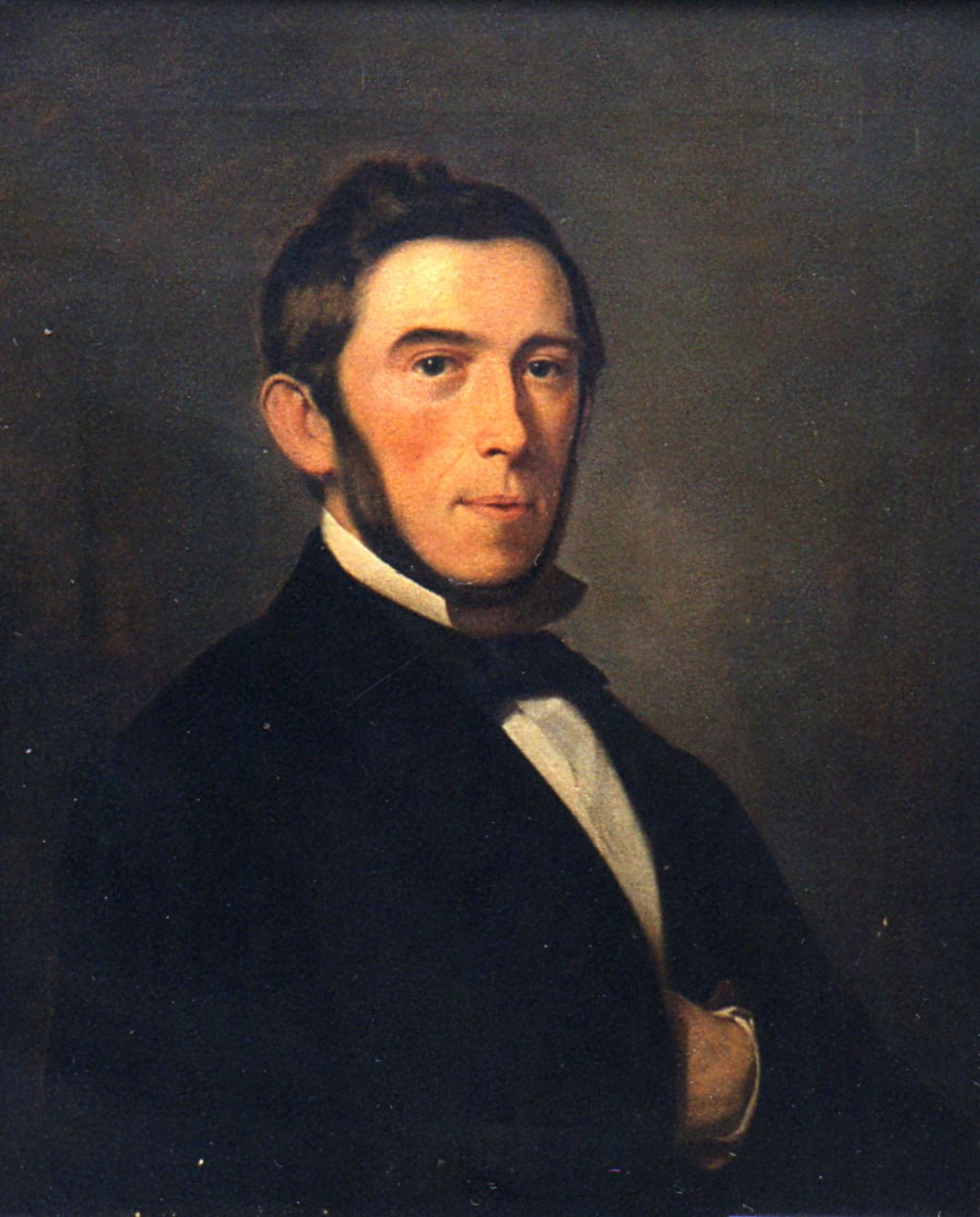
Eduard Wilhelm Sievers, 1820–1894

Eduard Wilhelm Sievers (* 19. März 1820 in Hamburg; † 9. Dezember 1894 in Gotha) war ein deutscher Literaturwissenschaftler und Pädagoge.

## Leben
Sievers studierte seit 1839 in Halle, Berlin und Bonn und promovierte 1842 in Erlangen mit De Odrysarum imperio commentatio (das er seinem Vetter Gottlob Reinhold Sievers widmete). Nach einer Zeit an der Gelehrtenschule des Johanneums in Hamburg wechselte er 1845 an das Herzogliche Realgymnasium in Gotha. Bei der Vereinigung des Realgymnasiums mit dem Gymnasium Illustre zum Gymnasium Ernestinum im Jahre 1859 wurde Sievers zum Professor ernannt, dem er von 1882 bis 1883 als Direktor vorstand. Im Revolutionsjahr 1848 war Sievers Redakteur des Beiblattes zur Gothaischen politischen Zeitung. Ein Schwerpunkt seiner Forschung bildete Shakespeare.
Er war Vetter von Gottlob Reinhold Sievers sowie Onkel von Wilhelm Sievers.

## Werke
- De Odrysarum imperio commentatio. P. Neusser, Bonn 1842
- Über die Tragödie überhaupt und Iphigenie in Aulis insbesondere. Als manuscript gedruckt Hamburg und Gotha, 1847
- Über die Grundidee des Shakespeareschen Dramas Othello Gotha, 1851
- Shakespeare's Dramen für weitere Kreise bearbeitet No. 1–5. Leipzig, 1851–53
- Othello … Erklärt von Dr. E. W. Sievers Herrig (L.) Sammlung englischer Schriftsteller. Bdchen. 4. 1853
- Julius Caesar … Erklärt von Dr. E. W. Sievers Herrig (L.) Sammlung englischer Schriftsteller. Bdchen. 8. 1853
- William Shakespeare. Sein Leben und Dichten. Rud. Besser, Gotha 1866
- Shakespeare's zweiter mittelalterlicher Dramen-Cyclus. Mit einer Einleitung von W. Wetz. Reuther & Reichard, Berlin 1896

## Biographie
- Shakespeare Jahrbuch, 31 (1895), S. 369–370